# Adam Nevill
Œuvres principales
- Le Rituel
- Derniers Jours
- Appartement 16

Adam Nevill, né en 1969 à Birmingham en Angleterre, est un écrivain britannique d'horreur.

## Biographie
Dans son enfance, Adam Nevill se passionne pour les histoires de fantômes de Montague Rhodes James. Il décide de se consacrer à la littérature au milieu des années 1990 et prend des cours d'écriture créative à l'université de St Andrews. Il travaille pendant cinq ans comme veilleur de nuit à Londres, emploi qui lui laisse beaucoup de temps libre, et commence par écrire des romans érotiques afin de perfectionner ses techniques narratives. Il écrit ainsi neuf romans érotiques sous le pseudonyme de Lindsay Gordon. Son premier roman d'horreur, Banquet For the Damned, n'est publié qu'en 2004 après trois ans de refus de la part de nombreuses maisons d'édition.
Appartement 16 (2010) est un roman sur le thème de la maison hantée, dans le cas présent un appartement londonien infecté par la présence résiduelle d'un artiste maléfique. Publié en français par Bragelonne, le roman se vend en France à 6 000 exemplaires et cette maison d'édition achète ensuite les droits de traduction pour ses deux romans suivants.
Dans Le Rituel (2011), quatre amis font une randonnée en Suède et se perdent en forêt, ce qui fait resurgir d'anciennes rancœurs alors qu'un danger autrement terrifiant les menace. Le roman est adapté au cinéma avec un film du même nom en 2017. Dans le roman, Nevill s'est servi de ses connaissances dans le domaine du black metal pour bâtir une intrigue autour de ce thème qui a été occultée dans le film.
Derniers Jours (2012) narre l'histoire d'un réalisateur indépendant qui tourne un documentaire sur une secte active dans les années 1970 dont l'histoire s'est terminée en tragédie. Ses principales sources d'inspiration sont les livres Love Sex Fear Death: The Inside Story of the Process Church of the Final Judgement (2009) de Timothy Wyllie et Helter Skelter (1974) de Vincent Bugliosi et Curt Gentry. Le roman s'approprie le concept cinématographique du found footage pour le transformer en procédé de narration et dénonce la façon dont la société moderne mythifie les psychopathes tels que Charles Manson.

## Œuvres

### Romans
- (en) Banquet For the Damned, 2004
- Appartement 16, Bragelonne, 2011 ((en) Apartment 16, 2010)
- Le Rituel, Bragelonne, 2013 ((en) The Ritual, 2011)Prix British Fantasy du meilleur roman d'horreur 2012
- Derniers Jours, Bragelonne, 2014 ((en) Last Days, 2012)Prix British Fantasy du meilleur roman d'horreur 2013
- (en) House of Small Shadows, 2013
- Personne ne sort d'ici vivant, Bragelonne, 2020 ((en) No One Gets Out Alive, 2014)Prix British Fantasy du meilleur roman d'horreur 2015
- (en) Lost Girl, 2015
- (en) Under a Watchful Eye, 2017
- (en) The Reddening, 2019Prix British Fantasy du meilleur roman d'horreur 2020
- (en) Cunning Folk, 2021
- (en) The Vessel, 2022
- Tous les démons de l'enfer, Elder Craft, 2025 ((en) All the Fiends of Hell, 2024), trad. Loïc Chabanol, 304 p.  (ISBN 978-2-38024-077-1)

### Recueils de nouvelles
- (en) Some Will Not Sleep: Selected Horrors, 2016Prix British Fantasy du meilleur recueil de nouvelles 2017
- (en) Hasty for the Dark: Selected Horrors, 2017
- (en) Wyrd and Other Derelictions, 2020

## Distinctions
Adam Nevill a remporté quatre prix British Fantasy, dont trois du meilleur roman d'horreur : en 2012 pour Le Rituel, en 2013 pour Derniers Jours et en 2015 pour Personne ne sort d'ici vivant, et un du meilleur recueil de nouvelles : en 2017 pour Some Will Not Sleep.